# Monocarpia kalimantanensis
Monocarpia kalimantanensis là loài thực vật có hoa thuộc họ Na. Loài này được Keßler P. J. A. mô tả khoa học đầu tiên năm 1993.

## Phân bố
Có trên đảo Borneo, cụ thể là tại Brunei, Indonesia và Malaysia.

## Mô tả
Cây gỗ tầng á tán cao tới 27 m và đường kính ngang ngực 39 cm. Các cành nhẵn nhụi. Không lá kèm. Các lá đơn mọc so le, gân á lông chim, các gân phụ thắt thành vòng. Hoa với các cánh hoa dài khoảng 36 mm, màu vàng-cam-đỏ, đơn độc hoặc thành chùm nhỏ, mọc đối lá. Quả con dài khoảng 60 mm, màu cam, bề mặt hơi gợn mụn cơm, được đặt trong lá noãn rời, quả con có vài hạt.

## Sinh thái học
Rừng vùng đất thấp không bị xáo trộn lên đến cao độ 1.000 m. Thông thường trên các sườn đồi và các chỏm núi với đất cát. Trong rừng thứ sinh thường xuất hiện như là tàn tích trước xáo trộn.

## Tên địa phương
Tại Borneo: banitan, karai-man, mehawai, pisang-pisang, semukau.